# مانفريد شوير
مانفريد شوير (بالألمانية: Manfred Scheuer) (و. 1955  م) هو أستاذ جامعي، وكاهن كاثوليكي نمساوي.

## مناصب
تولى منصب أسقف
- أسقف كاثوليكي.